# Rio Avoca (Nova Zelândia)
O rio Avoca é um rio da Região de Canterbury na Nova Zelândia. É um afluente menor do rio Rakaia através do rio Harper e do rio Wilberforce, a sul da passe Arthur na Canterbury.